# Witsen

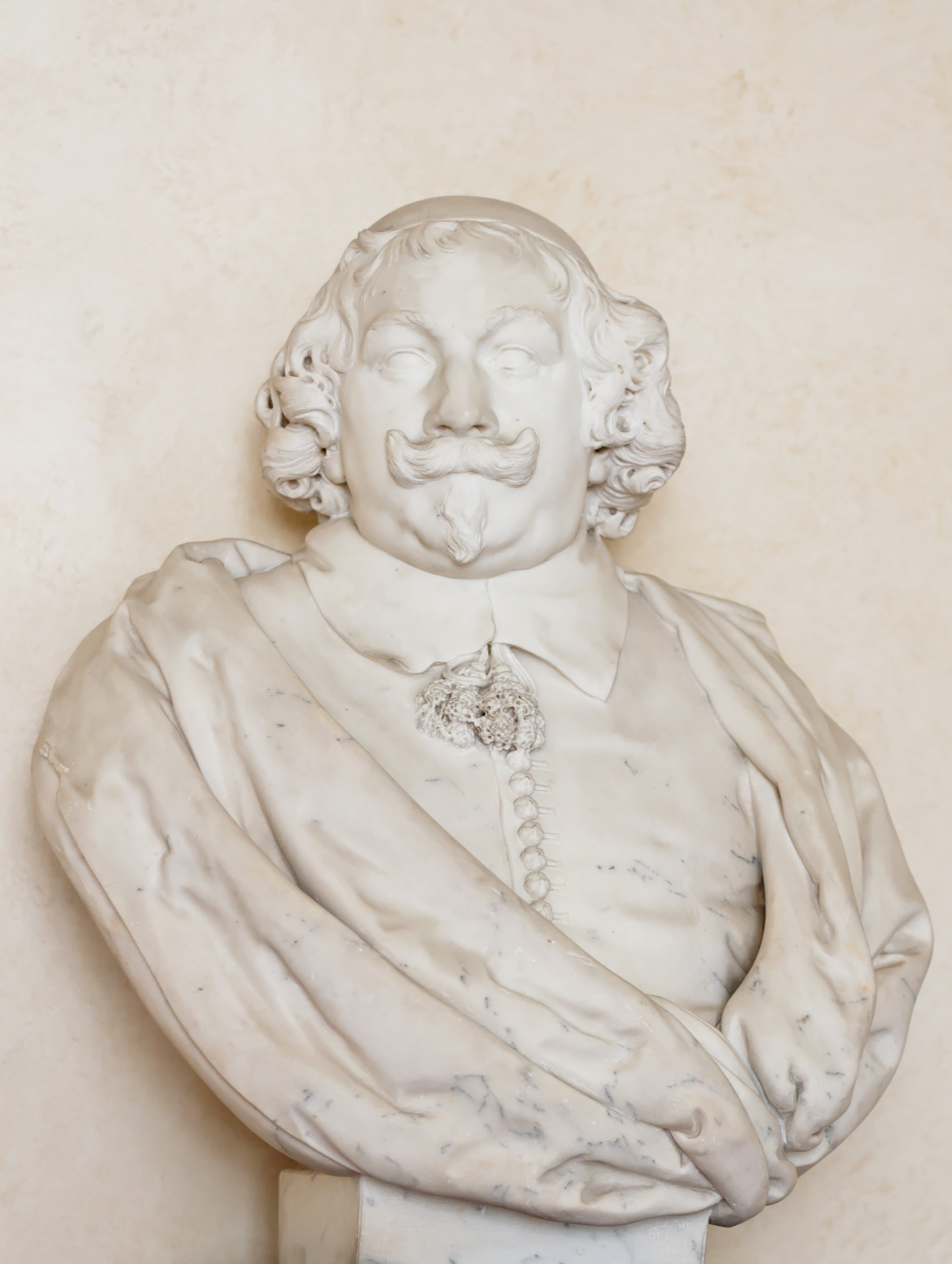
Artus Quellinus: Buste van Cornelis Jan Witsen, burgemeester van Amsterdam. Marmer, 1658

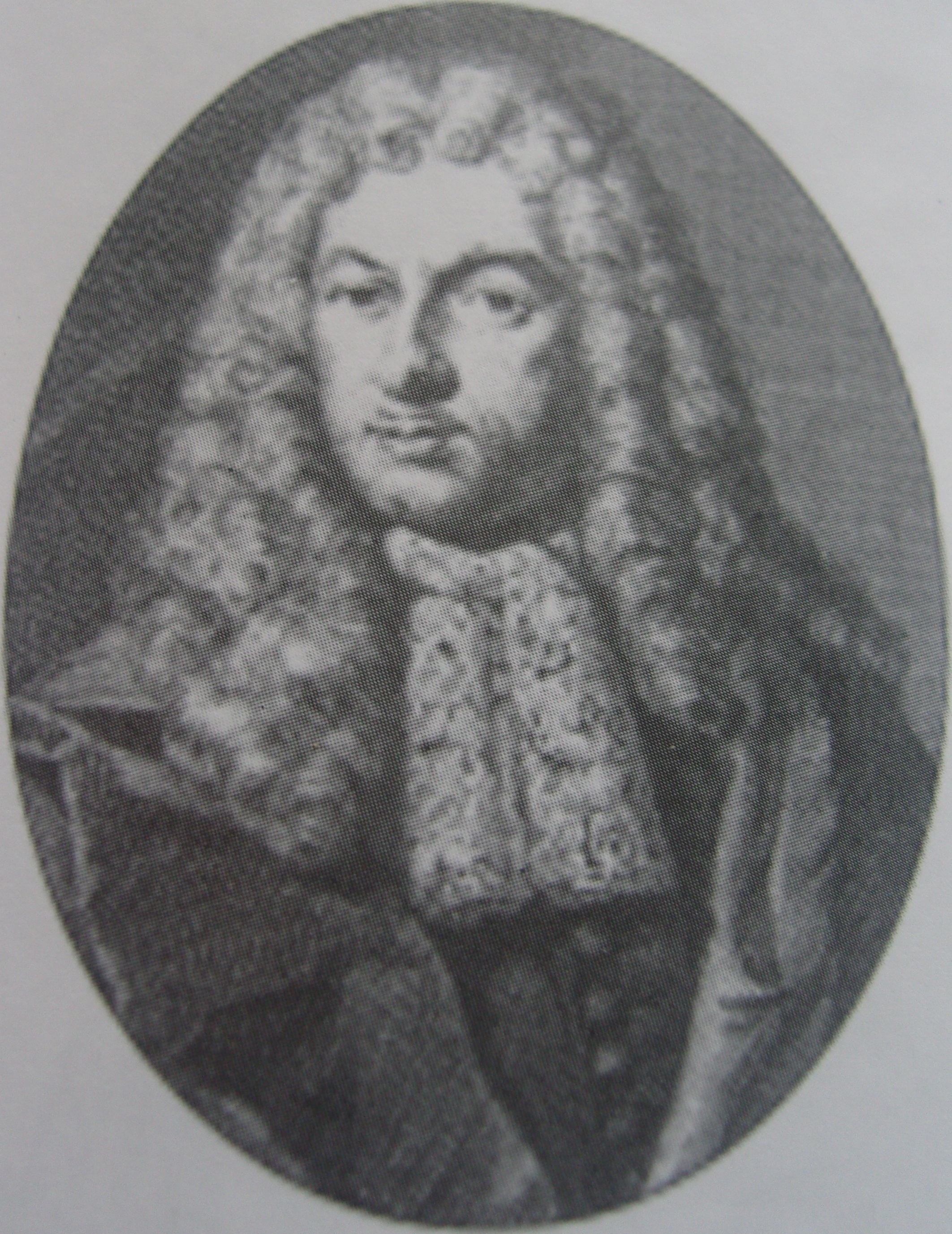
Nicolaes Witsen

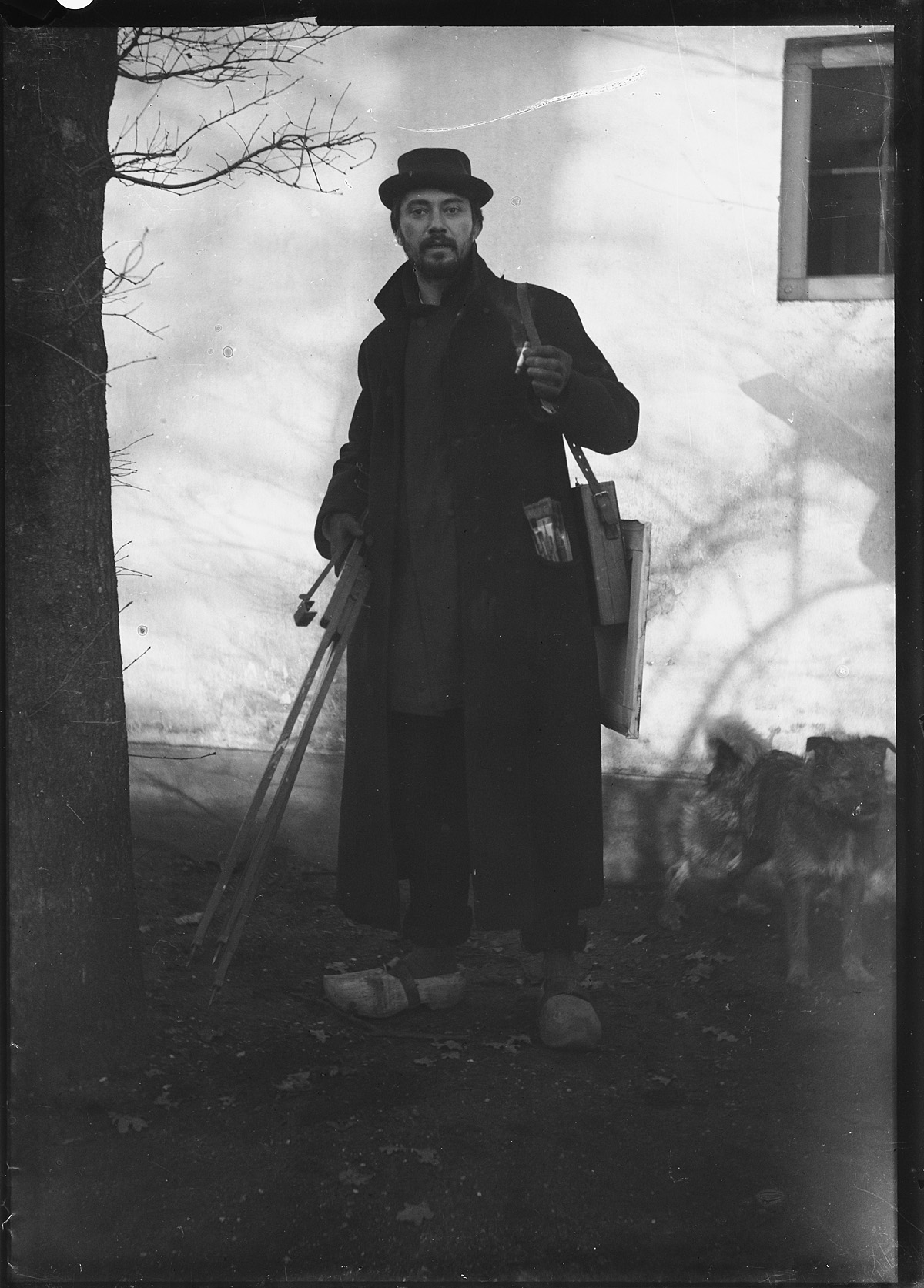
Zelfportret van Willem Witsen (ca. 1893)

De Nederlandse familie Witsen (ook: Witsen, Witzen en Wijtsen) was een aanzienlijk geslacht in Amsterdam, waarvan diverse leden een of meer posten van belang hebben bekleed. De familie was waarschijnlijk afkomstig uit Akersloot in Noord-Holland, waar Jacob Witsz landbouwer was en de boerderij ‘de Noord’ bezat. Volgens een Handboek over de familie Witsen uit 1774 kwam de familie oorspronkelijk uit de omgeving van de Schagerwaard, die voor zijn inpoldering het Witsmeer heette. Tot aan de Franse Tijd bleven leden van de familie Witsen de hoogste ambten bekleden.
- Gerrit Jacobsz. Witsen (-1626) was een invloedrijk koopman in zout op Frankrijk en Portugal en op de Oostzee. Hij was burgemeester in 1609, 1613 en 1618. Hij is geportretteerd door Michiel Jansz. van Mierevelt.
  - Aertge Witsen (1599-1652) trouwde met Cornelis Bicker, heer Van Swieten en eigenaar van het Kasteel Swieten
- Cornelis Jacobsz. Witsen (-1595) begon als haringpakker en klom na de Alteratie van Amsterdam snel op tot schepen en raad; hij trouwde met Marrij Jacobsz (-1593).
  - Jonas Cornelisz. Witsen (1566-1626) was burgemeester van Amsterdam 1619, 1623 en 1624 en bewindhebber van de Noordsche Compagnie, de Compagnie op Nieuw-Nederland en de Westindische Compagnie. Hij handelde op de Levant, Palestina, op Guinee en samen met zijn broer Jan en oom Gerrit op Rusland. Hij woonde op het Singel[2] en was in 1590 getrouwd met Weijntje Jansdr. Swaeroogh. Hij speculeerde samen met Frans Hendricksz. Oetgens en Barthold Cromhout in de Derde Vergroting van Amsterdam, voornamelijk rond de Haarlemmerdijk en op de Westelijke Eilanden. Hij is als kapitein geschilderd (met Volkert Overlander als luitenant) door Cornelis van der Voort op een schutterstuk.[3] Zijn dochter Marritje of Maria Witsen (1597-1683) trouwde met Gerrit Hudde, wonend op het Singel. Johannes Hudde was hun zoon
    - Cornelis Witsen (1599-1646) was secretaris van Cornelis Haga, de eerste gezant van de Republiek bij de Osmaanse sultan, en in 1628 consul in Aleppo. Hij vertrok in 1640 naar de Oost, samen met Salomon Sweers; in 1641 was hij Raad van Indië; in 1642 en 1644 een van de opdrachtgevers van de expeditie van Abel Tasman; hij stierf als gouverneur van Banda.[4]
    - Jan (1603-1636?) is ongehuwd overleden
    - Jacob (1605-)

  - Jan Cornelisz. Witsen (1569-1636) trouwde in 1597 met Margrieta Oetgens. Zij hadden twee dochters Petronella en Maria en een zoon:
    - Cornelis Jan Witsen (1605-1669) trouwde in 1634 met Catherina Claesdr. Gaeff, alias Opsie; bewoonde Keizersgracht 327. Hij was een lastig heerschap en veroorzaakte het faillissement van Rembrandt. Hans Bontemantel typeerde hem als een schraapzuchtige zuiplap. In 1667 werd hij tegen zijn zin tot schout benoemd.
      - Jan Witsen (1636-1676) ongehuwd; stadssecretaris; had een prachtige verzameling rariteiten aangelegd.[5]
      - Lambert Cornelisz. Witsen (1638-1697) was een kapitein en ridder in een Franse orde. Hij trouwde met Sara Nuijts.[6] Het echtpaar kreeg elf kinderen.
        - Lambert Witsen (1681-1746) was de laatste Witsen die Keizersgracht 327 bewoonde. Zijn inventaris bevatte 82 schilderijen.
        - Nicolaes Witsen (II) (1682-1746) was in 1704 getrouwd met Anna Catharina Tulp, eigenares van Tulpenburg. Zij stierf in 1713. Hij hertrouwde met Johanna Eleonora Huydecoper. Nicolaas erfde de bibliotheek van zijn oom Nicolaas Witsen (I), maar was matig geïnteresseerd in boeken.
          - Nicolaes Witsen (III) (1709-1780) had een dochter Sara Maria Witsen.
          - Lambert Witsen (1721-)

      - Nicolaes Witsen (I) (1641-1717) maakte met Jacob Boreel een reis naar Rusland. Burgemeester, auteur van een boek over scheepsbouw, bewindhebber VOC, cartograaf, verzamelaar van curiositeiten, etc. Hij was altijd bezig; bevriend met Tsaar Peter de Grote, die aan zijn sterfbed zat. Hij trouwde in 1674 met de domineesdochter Catharina de Hochepied. Het echtpaar kreeg zes kinderen die jong stierven en adopteerde Nicolaes Lambertsz. Witsen (1682-1746) toen zijn broer Lambert stierf. Nicolaas Witsen was miljonair toen hij stierf. Omgerekend naar huidige maatstaven is hij waarschijnlijk miljardair geweest.
      - Cornelis Witsen (1645-1680) ongehuwd, kapitein in een leger; stierf als gevolg van een val van zijn paard.
      - Jonas Witsen (1647-1675) legde de eerste steen van het nieuwe stadhuis op de Dam, mogelijk ook voor 's Lands Zeemagazijn. Hij had veel gereisd en was cultureel onderlegd. Hij had schilderles van Jan Lievens. Hij trouwde met Sara van Raey in 1675, maar stierf twee weken later.
        - Jonas Witsen (1676-1715) werd acht maanden nadat zijn vader was overleden gedoopt. Hij was verzamelaar van schilderijen, bezitter van een drietal plantages in Suriname via zijn eerste vrouw Elisabeth Basseliers. Bewoonde als burgemeester Keizersgracht 674; hertrouwde in 1704 Isabella Maria Hooft. Zijn hadden een dochter Catharina Witsen die trouwde met Gerrit Hooft Gerritsz
          - Jonas Witsen (1705-1767) Raad in de Admiraliteit van het Noorderkwartier, was getrouwd in 1731 met Alberta Maria Pels. Hij bewoonde Keizersgracht 672, nu Museum Van Loon.
            - Jonas Witsen (1733-1788) trouwde in 1761 met Anna Maria van Marselis.[7] Zij bewoonden vanaf 1771 het huis van Gerrit Braamcamp in de Gouden bocht; hij verkocht in 1770 vier plantages in Suriname.
              - Jonas Witsen (1765-1795) trouwde in 1793 met de actrice Johanna Susanna van der Stel
                - Jonas Witsen (1795-1877) trouwde in 1818 met Helena Meijlant
                  - Jonas Jan Witsen (1819-1901) trouwde in 1848 met Jacoba Elisabeth Bonekamp (1826-1873)
                    - Anna Agnes Witsen (1855-1889)[8]
                    - Willem Witsen (1860-1923) trouwde in 1893 met Elisabeth van Vloten dochter van Johannes van Vloten van wie hij in 1902 scheidde; trouwde in 1907 met Augusta Maria Schorr (1875-1943)
                      - Erik Witsen (1896-1982) trouwde in 1925 met Catharina Franciska van den Broek dochter van Antonius van den Broek
                        - Jenno Witsen (1927-) trouwde in 1957 met Ineke de Leede

          - Nicolaas Witsen Jonasz (1707-1739) trouwde in 1734 met Constantia Hooft; bewoonde Herengracht 550. Zijn dochter Hester Witsen (1736-1771) trouwde in 1756 met Pieter Elias.[9]